# Халит
Халит је минерал настао од натријум хлорида, NaCl, обично зван камена со. Халит кристалише тесерално и обично је безбојан до жут, али може бити и плав, тамноплав и ружичаст. Обично се јавља уз друге евапорите као што су сулфати, халиди и борати.